# Ralph van Manen
Ralph van Manen (Veenendaal, 18 december 1964) is een Nederlandse muzikant.

## Carrière
Van Manen begon zijn muziekcarrière als leadzanger van de symfonische rockband Target (1985-1991). Na het uiteenvallen van Target startte Van Manen in 1993 zijn solocarrière. Het nummer Stay Close, dat hij samen met de gebroeders Robert en Tommy Riekerk vertolkte, werd een enorme boost voor zijn optredens. Van Manen speelde deze tijd zowel unplugged als met zijn volledige band in Nederland, België, Duitsland, Italië en Zwitserland. Het nummer "Testify to Love" van het album Language Of Love maakte hem tot een bekende songwriter (samen met Henk Pool/R.Riekerk/P.Field) in de Verenigde Staten, vooral door de cover van dit nummer door de Amerikaanse band Avalon. Het nummer ontving in 1998 een Dove Award voor "Song van het jaar". Van Manen behaalde in dat land zelfs een platina album.. In 2011 is dit nummer opnieuw gecoverd, nu in de Nederlandse vertaling als Loop naar het Licht door Los Angeles, The Voices. Ook het nummer "Touched by an Angel" scoorde in het buitenland hoog in de hitlijsten.
In 2001 gaf Van Manen een opmerkelijke wending aan zijn muzikale loopbaan door na acht Engelstalige cd's een Nederlandstalig album, getiteld Dichterbij, uit te brengen. In 2003 volgde het tweede Nederlandstalige album Steeds Meer. Muzikanten zoals onder anderen Luca Genta (fluit, cello), Jay-P Beijersbergen (elektrische en akoestische gitaar), Paddy van Rijswijk (basgitaar) en Ton Dijkman (drummer van Marco Borsato) verleenden hun medewerking aan beide albums.
Andere muzikanten waarmee Van Manen samenwerkte zijn Robert Riekerk (vocals, gitaar), Tommy Riekerk (vocals, gitaar), Dennis Richardson Davies (keyboards), Hans Sigmond (vocals), Kees Kraayenoord (vocals) en Susanna Fields (vocals). Ook werkt Van Manen samen met artiesten als Chris Eaton en Cliff Richard.
In 2005 schreef Van Manen samen met Bruce Smith het nummer Wake up World. Dit nummer werd uitgebracht op single ten bate van de slachtoffers van de tsunami in Azië. Aan deze single werd meegewerkt door onder anderen Linda Wagenmakers, Stonewashed en Gerald Troost. Ralph van Manen is tevens ambassadeur van de ontwikkelingshulporganisatie World Vision.

## Discografie

### Albums
- 1993 - Face The Feeling
- 1994 - Live (Un)plugged
- 1995 - Old Feet, New Shoes
- 1996 - Language Of Love
- 1996 - Angels On The Wing
- 1997 - The Collection
- 1998 - Vessel Of Weakness
- 2000 - Don't Waste The Dawn
- 2001 - Dichterbij
- 2002 - Heart Of Christmas
- 2003 - More Than A Song
- 2003 - Steeds Meer
- 2006 - Never Say Never
- 2010 - Tezijnertijd
- 2011 - This Christmas
- 2015 - De Hemel Dichterbij / 25
- 2021 - De Liefde Nog Het Meest

### Singles
- 1989 - Open Up
- 1995 - Only Love
- 1997 - Stay Close
- 2005 - Wake Up World
- 2006 - Rosa (I believe in you)